# Anna Malikova

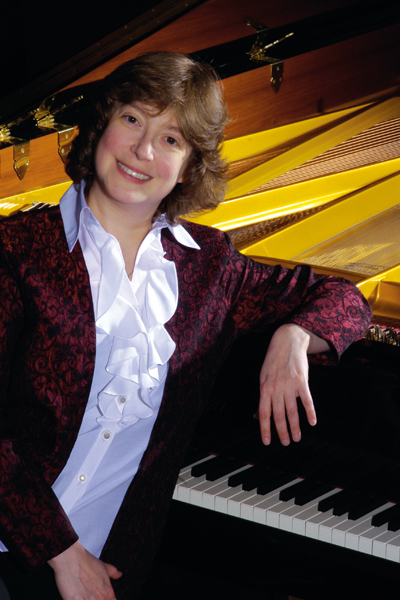
Anna Malikova (2011)

Anna Malikova (russisch Анна Михайловна Маликова; * 14. Juli 1965 in Taschkent, Usbekische SSR) ist eine russische Konzertpianistin.

## Leben
Anna Malikova erhielt ihre erste Klavierausbildung bei Tamara Popowitsch an der Uspensky Musikschule in Taschkent. 14-jährig kam sie nach Moskau an die Zentrale Musikschule in die Klasse von Lew Naumow. Bei ihm studierte sie ebenfalls am Tschaikowski-Konservatorium. Nach ihrem Studium unterrichtete sie dort von 1992 bis 1996 als Assistentin ihres Lehrers Naumow.
Danach begann sie ihre Konzerttätigkeit in der Sowjetunion, u. a. in Rezitals in Moskau, Sankt Petersburg, Omsk und Baku und als Solistin von Sinfonieorchestern in Jekaterinburg, Minsk, Nischni Nowgorod, Kasan und Taschkent. Nach dem Gewinn des ARD-Wettbewerbs München 1993 begann ihre weltweite künstlerische Karriere. Sie spielt als Solistin mit Orchestern, als Kammermusikerin und in Rezitals; darüber hinaus unterrichtet sie seit 2001 in Meisterkursen in Armenien, China, Deutschland, Japan, Korea und ist als Jurorin in Klavierwettbewerben tätig.
Von 2002 bis 2005 hatte sie an der Folkwang Universität Essen eine Vertretungsprofessur inne. Malikova war von 2011 bis 2013 an der Szymanowski-Akademie Katowice, Polen, als Visiting Professor tätig. Im Oktober 2018 wurde sie mit einer Professur an die Universität für Musik und darstellende Kunst in Wien berufen.
Malikova lebt in Wien.

## Wettbewerbe und Auszeichnungen
- 1988 Oslo, Queen Sonja International Music Competition, 5. Preis[1]
- 1990 Warschau, Internationaler Chopin-Wettbewerb, 5. Preis[1]
- 1992 Sydney, International Piano Competition of Australia, 5. Preis[2]
- 1993 München, Internationaler Musikwettbewerb der ARD, 1. Preis[1]
- 2006 Classical Internet Awards, Camille Saint-Saëns, Klavierkonzerte III & V[3]

## Diskografie
Classical Records
- Frederic Chopin, Mazurken, Balladen, Walzer, Andante Spianato
- Frederic Chopin, die zwei Klavierkonzerte; Orchestra Filarmonica di Torino, Julian Kovatchev
- Frederic Chopin, Gesamtaufnahme der Préludes und Impromptus
- Frederic Chopin, Gesamtaufnahme der Etuden op. 10, op. 25, op. posth.
- Franz Schubert, Sonate A dur D 664, Sonate B dur D 960
- Franz Schubert, Auswahl von Liedbearbeitungen von Franz Liszt
- Dmitri Schostakowitsch, Préludes op. 28, Phantastische Tänze, Puppentänze
- Padre Antonio Soler, ausgewählte Sonaten
- Sergei Prokofiev, Sarkasmen op. 17, Visions fugitives op. 22, Romeo & Julia op. 75

Audite Musikproduktion
- Camille Saint-Saëns, Gesamtaufnahme der Klavierkonzerte I – V (Doppel-CD); WDR Radio-Symphonieorchester Köln, Dir. Thomas Sanderling

Farao Classics
- Peter Tchaikowsky, Ballet-Suiten Schneewittchen und Nußknacker, Kinderalbum

Acousence Recordings
- Johannes Brahms, Klavierkonzert Nr. 2; Duisburger Philharmoniker, Dir. Jonathan Darlington
- Alexander Scriabin, Gesamtaufnahme der Klaviersonaten I – X
- Robert Schumann & Dmitri Schostakovitsch, die Klavierquintette; mit dem Belenus Quartet